# ديفيد جينينغز (سياسي)
ديفيد جينينغز (بالإنجليزية: David Jennings)‏ هو محامي وسياسي أمريكي، ولد في 1787 في الولايات المتحدة، وتوفي في 1834 في بالتيمور في الولايات المتحدة. حزبياً، نشط في الحزب الوطني الجمهوري ‏. وقد انتخب عضو مجلس النواب الأمريكي.